# Баскін Ілля Залманович
Ілля Залманович Баскін (англ. Ilya Zalmanovich Baskin, або Elya Baskin; 11 серпня 1950, Рига, СРСР) — радянський та американський актор.

## Біографія
Народився у Ризі, в родині Фріди та Залмана Баскіних. Після закінчення школи переїхав до Москви. У 1971 році закінчив відділення мовного жанру Московського державного училища циркового та естрадного мистецтва імені М. М. Рум'янцева. Працював в оркестрі під керівництвом Леоніда Утьосова. Починаючи з 1972 року, працює в Московському театрі мініатюр.
У 1976 році емігрував до Сполучених Штатів. Американське громадянство отримав 1 квітня 1985 року. Продовжив акторську кар'єру в Голлівуді. Довгі роки дружив з Савелієм Крамаровим, який також емігрував з СРСР до США на початку 1980-х. Крім того, Баскін дружив з Робіном Вільямсом, з яким познайомився під час зйомок фільму «Москва на Гудзоні».
У 1995 році одружився з Мариною Баскін. Має доньку Мішель.

## Фільмографія

### СРСР
- 1971 — Телеграма — вчитель (в титрах не вказаний)
- 1972 — Велика перерва — скуйовджений учень
- 1974 — Ні слова про футбол — вчитель співу
- 1974 — Три дні в Москві — перехожий

### США
- 1977 — The World’s Greatest Lover — шейх
- 1979 — Бути там — Карпатов
- 1980 — Підняти «Титанік» — помічник радянського посла
- 1984 — Москва на Гудзоні — Анатолій
- 1984 — Космічна одісея 2010 року — Макс Брайловський, радянський космонавт
- 1986 — Ім'я троянди — Северінус
- 1987 — Макгайвер — Юрій Деметрій
- 1989 — Розанна — іноземець
- 1989 — Глибинна зірка шість — Барціага
- 1991 — Північна сторона — Микола
- 1996 — Невинищений шпигун — профессор Укринський
- 1997 — Остін Паверс: Міжнародна людина-загадка — російський генерал Борщевський
- 1997 — Літак президента — Андрій Колчак
- 1999 — Жовтневе небо — Айк Буковський
- 1999 — Червоний бігун — російський спецназівець Стрелкін
- 2000 — Тринадцять днів — А. Ф. Добринін, радянський посол
- 2001 — Серцеїдки — офіціант в російському ресторані
- 2004 — Уроки зваблення — Степняк
- 2004 — Людина-павук 2 — містер Діткович
- 2005 — Шукачка — священник
- 2005 — Західне крило — Зубатов
- 2006 — Старший син — Федя
- 2007 — Людина-павук 3 — містер Діткович
- 2007 — Криміналісти: мислити як злочинець — Лісовський
- 2008 — Герої — Іван Спектор
- 2009 — Ангели і демони — Петров
- 2010 — Мертва справа — Горан Петрович
- 2011 — Трансформери: Темний бік Місяця — космонавт Дмитрій
- 2014 — Касл — Сергій Ветошкін
- 2015 — Рой — Юрій
- 2016 — МакГваєр — радянський вчений Олександр Орлов
- 2018 — Батьківщина — посол Росії в США